# Istoricism
Istoricismul este o doctrină care recunoaște perspectiva  schimbării istorice. Istoricismul este, de-asemenea, o concepție care pune accentul pe înțelegerea empatică în cercetarea fenomenelor istorice.
În filozofie termenul de istoricism a fost introdus de Karl Popper pentru a descrie credința unor teoreticieni în necesități istorice predeterminate (Karl Marx).
Popper a criticat istoricismul și baza acestuia, determinismul.